# Episodi di Re di cuori (terza stagione)
La seconda stagione della serie televisiva Re di cuori è stata trasmessa in Australia sulla rete Nine Network dal 6 agosto all'8 ottobre 2018.
In Italia, la serie è trasmessa in prima visione assoluta  su Rai 2 dal 14 agosto al 18 settembre 2021.
| n° | Titolo originale       | Titolo italiano          | Prima TV AUS      | Prima TV Italia   |
| -- | ---------------------- | ------------------------ | ----------------- | ----------------- |
| 1  | Tell Her, It's Over!   | Un lungo addio           | 6 agosto 2018     | 14 agosto 2021    |
| 2  | Isn't She Lovely       | Situazioni complicate    | 13 agosto 2018    | 14 agosto 2021    |
| 3  | Shock Rock             | Il bivio                 | 20 agosto 2018    | 21 agosto 2021    |
| 4  | Runaway Baby           | Tendenze vincenti        | 27 agosto 2018    | 21 agosto 2021    |
| 5  | When We Collide        | Confusione               | 3 settembre 2018  | 28 agosto 2021    |
| 6  | Call Me Irresponsible  | Speed dating             | 10 settembre 2018 | 28 agosto 2021    |
| 7  | Don't Wanna Let You Go | Grandi decisioni         | 17 settembre 2018 | 4 settembre 2021  |
| 8  | Wet Weekends           | Sogni premonitori        | 24 settembre 2018 | 4 settembre 2021  |
| 9  | Suspicious Minds       | Pistola fumante          | 1 ottobre 2018    | 18 settembre 2021 |
| 10 | No Laughing Matter     | Non è una cosa da ridere | 8 ottobre 2018    | 18 settembre 2021 |